# Pont Rouge (Saint-Pétersbourg)
Pour les articles homonymes, voir pont Rouge (homonymie).

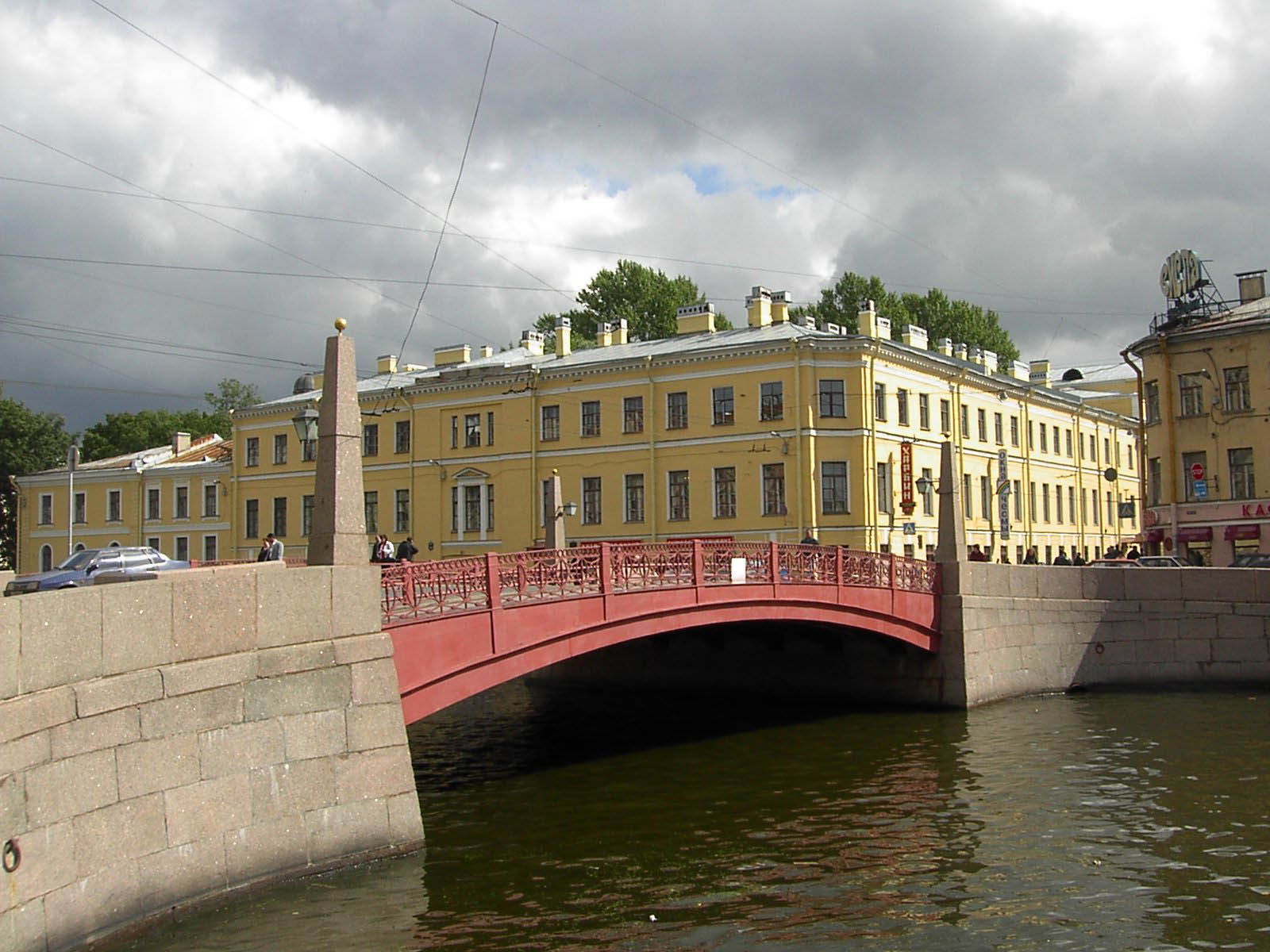
Vue du pont Rouge

Le pont Rouge (en russe : Красный мост) est un pont de Saint-Pétersbourg jeté sur la Moïka, en prolongement de la rue Gorokhovaïa. Il mesure 42 m de long et 16,8 m de large.

## Histoire
Un premier pont en bois a été construit à cet emplacement en 1717 remplacé par un autre plus grand en 1737. Le pont actuel, en fonte, a été construit en 1808-1813 d'après un projet de l'architecte d'origine écossaise William Hastie. Il a été reconstruit en gardant les éléments de décoration et son aspect extérieur par l'architecte V. Blajevitch en 1953-1954 et l'on y a restauré les quatre obélisques de granite surmontés d'un petit globe doré, comme sur le pont des Baisers. Il a été rénové en 1998.
À proximité immédiate, quai de la Moïka, se trouvent le bâtiment Esders and Scheefhaals, et l'institut pédagogique Herzen (au no 52).